# Rușchița
Rușchița – wieś w Rumunii, w okręgu Caraș-Severin, w gminie Rusca Montană. W 2011 roku liczyła 328 mieszkańców. 